# Ameles crassinervis
Ameles crassinervis es una especie de mantis de la familia Mantidae.

## Distribución geográfica
Se encuentra en Afganistán, Irán y Transcaucasia.